# Naas, Steiermark
Naas är en ort och kommun i distriktet Weiz i förbundslandet Steiermark i Österrike.
Kommunen består av fem orter (Ortschaften) (inom parentes invånarantal 1 januari 2024):
- Affental (785)
- Birchbaum (169)
- Dürntal (66)
- Gschaid bei Weiz (67)
- Naas (247)